# Miletus metrovius
Miletus metrovius är en fjärilsart som beskrevs av Hans Fruhstorfer 1913. Miletus metrovius ingår i släktet Miletus och familjen juvelvingar. Inga underarter finns listade i Catalogue of Life.